# 絹田美津
絹田 美津（きぬた みつ）は、日本のAV女優。
スリーサイズ:B108(G)・W68・H96。

## 略歴
2007年（平成19年）、AV女優としてデビューした。
一部の熟女ファンより一定の支持を集めている。

## 出演作品

### アダルトビデオ
2007年
- ぽちゃラマン（1月15日、レイディックス）[2]
- 究極の中出し 新・母子相姦遊戯 母と子 Vol.16（2月7日、グローバルメディアエンタテインメント）
- 新・母子相姦遊戯 母と娘 Vol.6（6月6日、グローバルメディアエンタテインメント）他出演:吹雪かすみ、結衣
- 熟道 総集編 第伍巻 熟女57組（12月5日、グローバルメディアエンタテインメント）他多数出演

2008年
- 五十路熟母レズ レズまにあ垂涎のエロ映像満載のコレクション（1月9日、グローバルメディアエンタテインメント）オムニバス作品
- 新・ぼってり熟女 豊満ムレムレ熟女16人（7月22日、グローバルメディアエンタテインメント）他15名出演
- こってりエロ五十路12人（11月22日、ルビー）他11名出演

2009年
- 近親相姦 背徳母子交尾（3月4日、グローバルメディアエンタテインメント）オムニバス作品
- センタービレッジ 五十路六十路ベストセレクション 限定BOX10枚組（8月6日、センタービレッジ）他多数出演
- 近親相姦 熟母の園 完結編 27人 8時間 2枚組（11月5日、センタービレッジ）他26名出演
- 中年熟女のふくよかな乳房（11月10日、グローバルメディアエンタテインメント）オムニバス作品

2010年
- センビレ近親相姦 100連発 8時間（5月6日、センタービレッジ）他多数出演
- 最強の透けエロ熟ボディ（5月20日、センタービレッジ）オムニバス作品
- 熟女30名 近親相姦 お母さん中に出していいですか？（6月24日、Yellow Duck）他29名出演
- 9時間 120人 合計年齢5,127歳 厳選された美人で熟れ頃な大人の女性たち（8月10日、グローバルメディアエンタテインメント）他多数出演
- 巨乳隣人にスペルマ大発射!!（9月28日、Yellow Duck）オムニバス作品